# Lucas Gassel
Lucas Gassel (Helmond, 1490 – Bruxelles, 1568) è stato un pittore fiammingo.
Fu celebre per i suoi paesaggi fantastici, tra cui il Paesaggio con San Matteo.